# Poritia erycinoides
Poritia erycinoides  là một loài bướm nhỏ thuộc họ Bướm xanh. Nó được tìm thấy ở Ấn Độ, Myanmar và một phần của Đông Nam Á.
Một con bướm nhỏ có sải cánh dài 26–36 mm..

## Phạm vi
Nó phân bố dọc theo dãy Himalaya, từ Assam ở Ấn Độ đến bắc Myanmar và phía nam tới tiểu bang Shan và miền Nam Myanmar....

## Phân loại
Năm phân loài của con bướm đã được mô tả:-
- P. erycinoides erycinoides C. Felder, 1865 - Java[3].
- P. erycinoides elsiei Evans, 1925. Assam - North Myanmar. Not Rare[2]. As per Savela, Myanmar, N.Thailand[3].
- P. erycinoides phraatica Hewitson, 1878 - South Shan States - South Myanmar. Not Rare[2]. As per Savela, Thailand - Peninsular Malaya, Langkawi, Tioman Is.[3]
- P. erycinoides trishna Fruhstorfer, 1919 - Assam, ?Nepal, ?Sikkim.[3]
- P. ertcinoides phaluke Druce, 1895 - Borneo.[3]

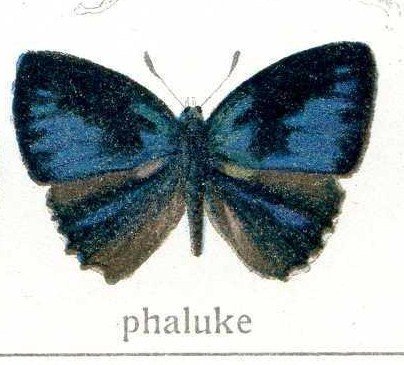
subspecies phaluke Druce

## Hình ảnh

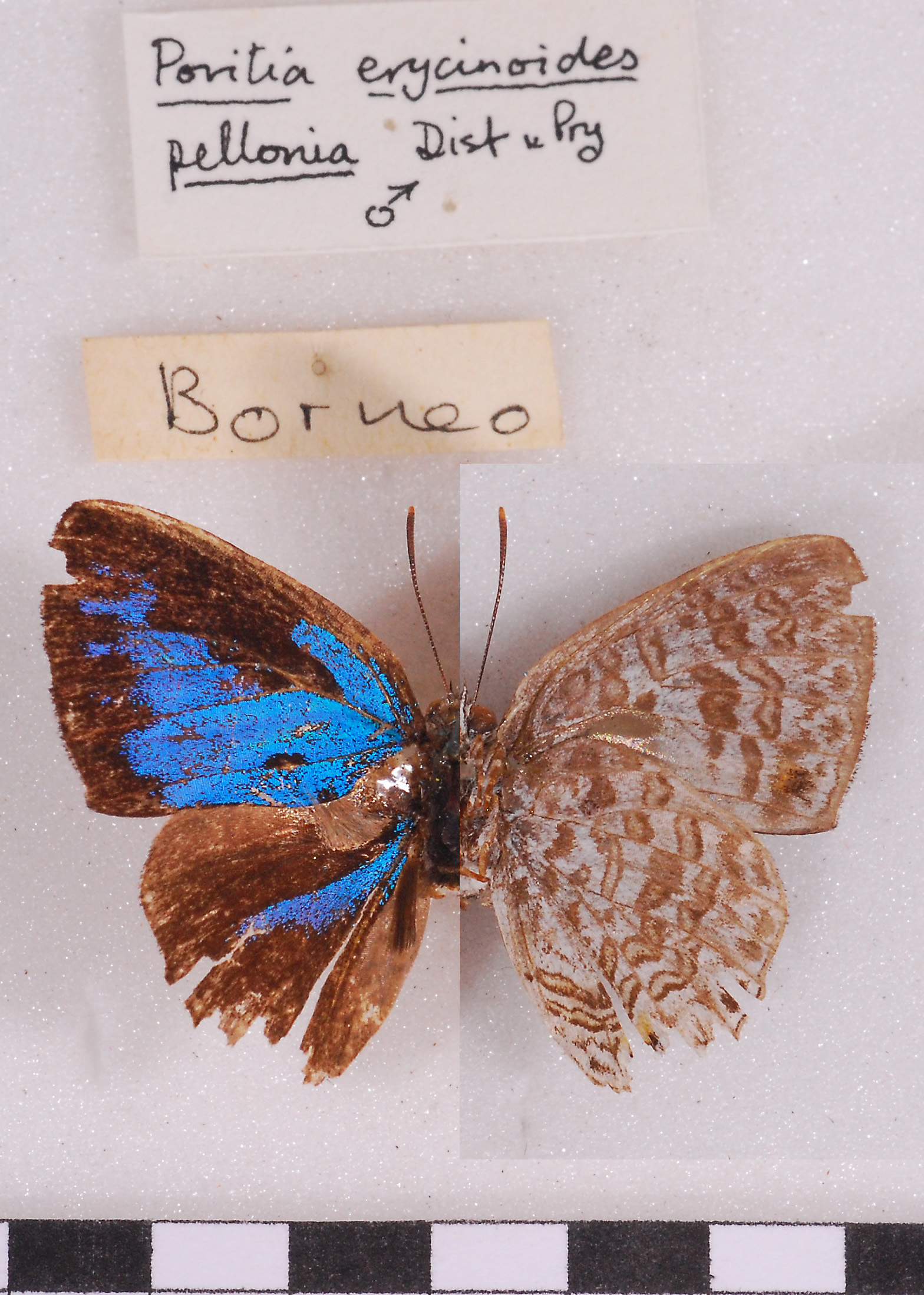
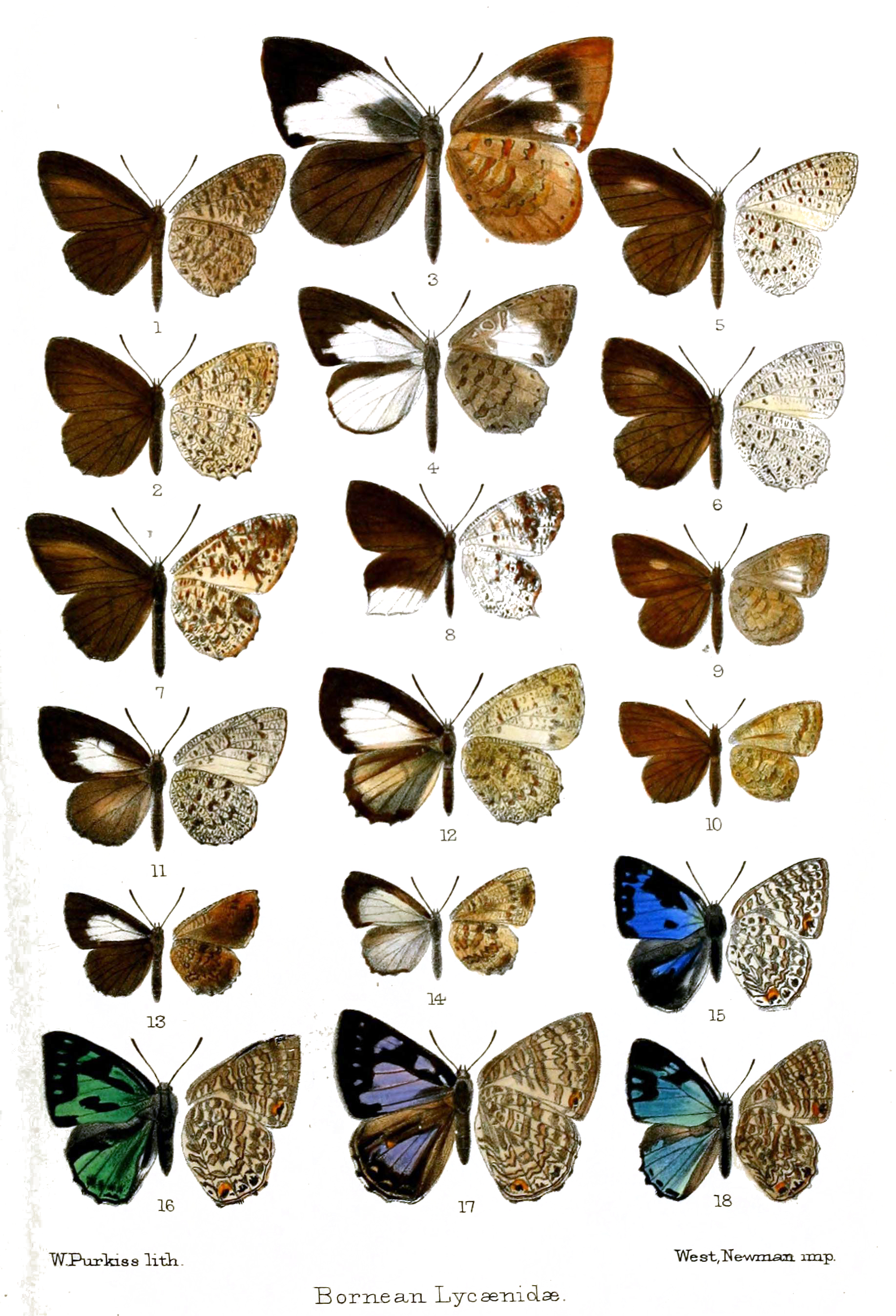
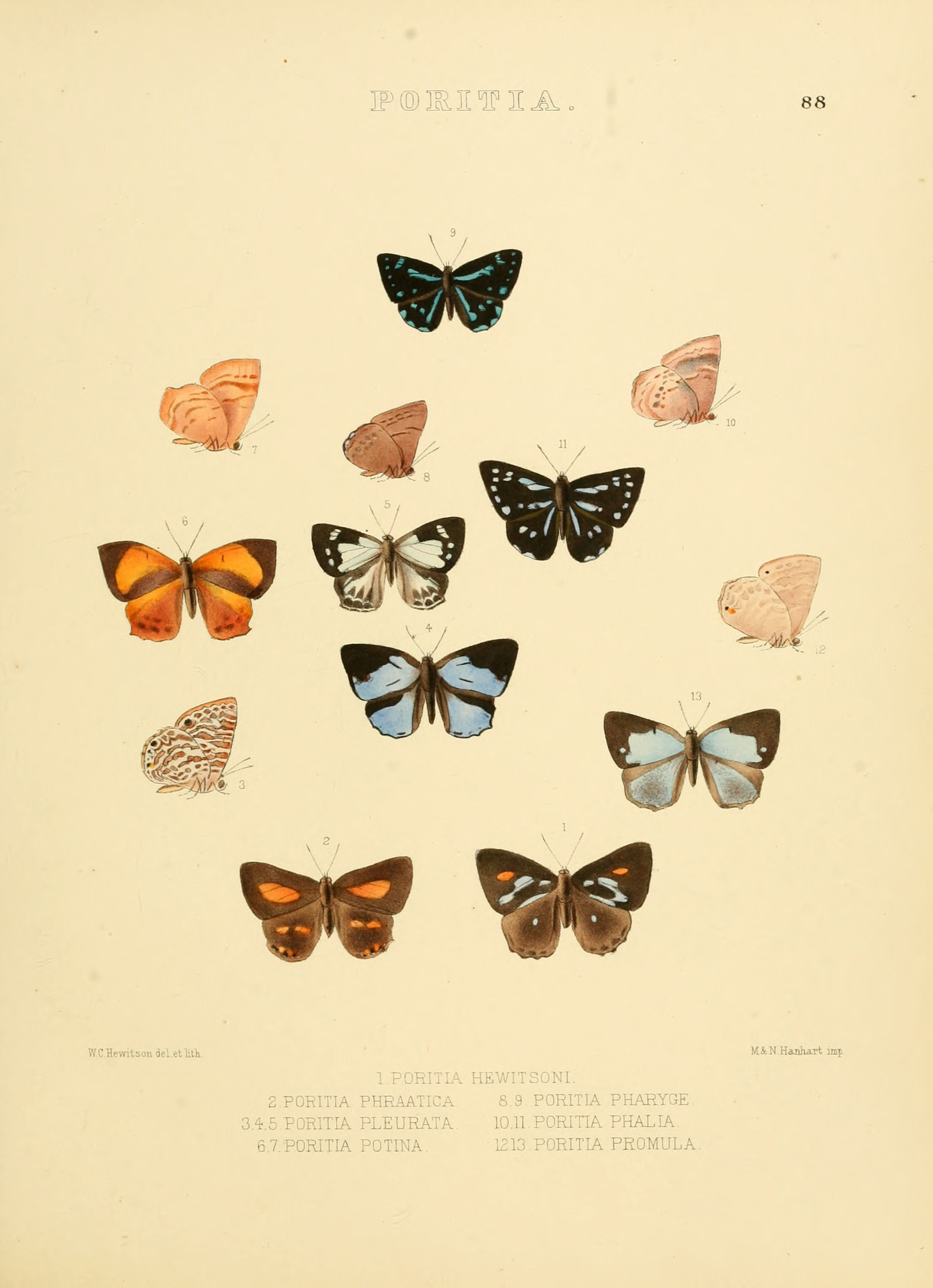
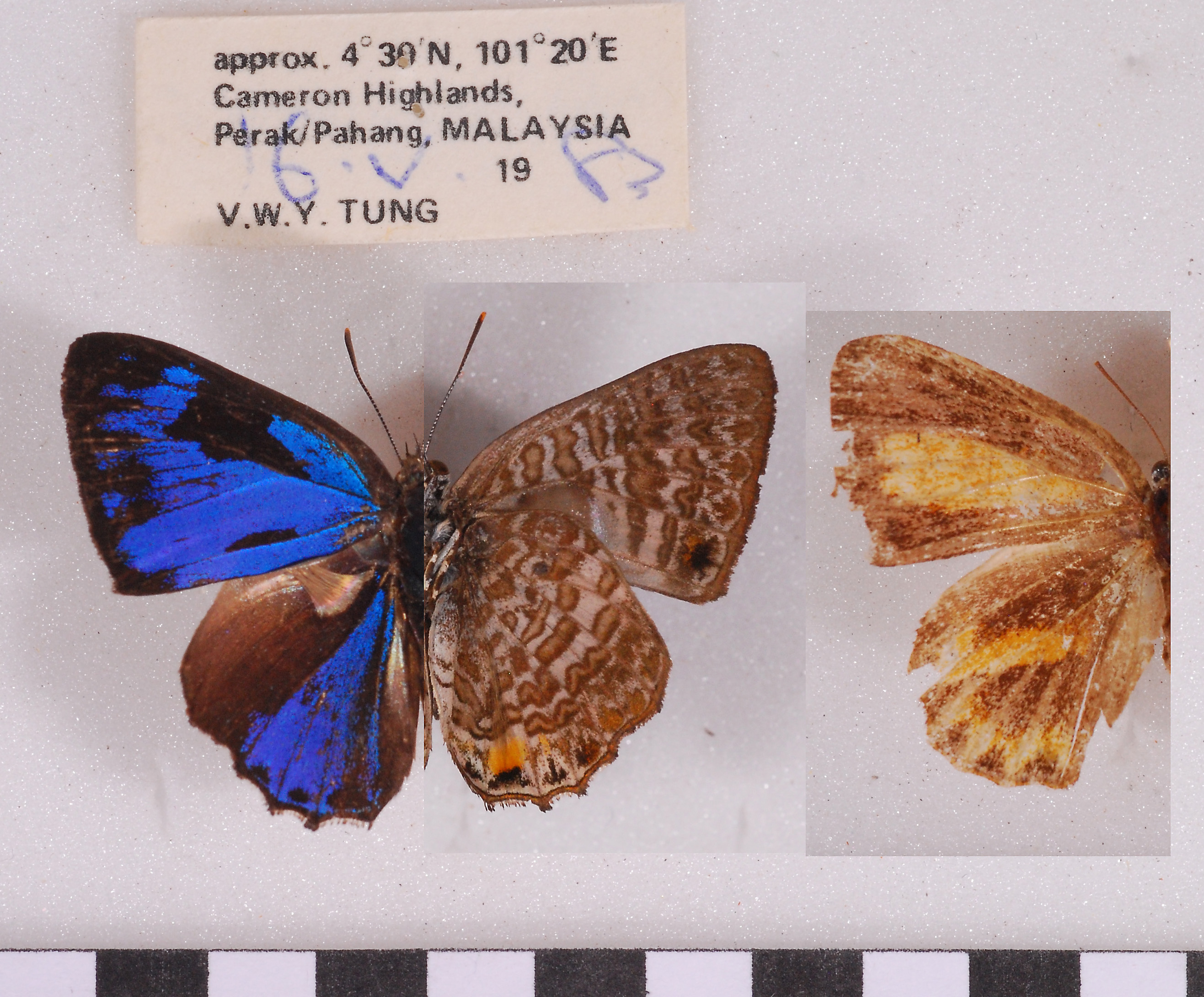